# 丹羽薫氏
丹羽 薫氏（にわ しげうじ）は、江戸時代中期の大名。越後国高柳藩2代藩主、播磨国三草藩初代藩主。氏次系丹羽家7代。

## 略歴
元禄8年（1695年）、先代藩主・丹羽氏音の兄・丹羽氏右の長男として生まれた。
元禄15年（1702年）に美濃岩村藩主だった氏音がお家騒動により越後高柳藩へ減封された後、
宝永2年（1705年）に氏音の末期養子となって1万石を新たに与えられ、高柳藩主を嗣いだ。
宝永6年（1709年）3月7日に従五位下に叙せられ式部少輔に任じられた。
享保4年（1719年）に奏者番、元文4年（1739年）8月に大坂城定番に任じられ、所領を河内・播磨・美作に移された。
延享3年（1746年）、越後高柳藩から播磨三草藩に転封となり、越後高柳にあった丹羽氏の菩提寺の妙仙寺を、播磨の山国(兵庫県加東市)へ移した。
宝暦7年（1757年）5月22日に江戸で没した。享年63。
江戸浅草の海雲寺に葬られたが、その後、海雲寺は杉並区に移転したため、墓地は杉並区ある。
長男の氏栄が三草藩主を嗣いだ。

## 系譜
- 父：丹羽氏右
- 母：松平近良の娘 - 近良は丹波国亀山藩主松平忠昭の子。
- 養父：丹羽氏音（1678-1705）
- 弟：知氏（1706-1718）- 母は島田幸内の姉
- 室：小寺喜右衛門の娘
  - 長男：丹羽氏栄（1716-1771）
- 生母不明の子女
  - 次男：丹羽氏董（1720-1802）- 丹羽氏薫
  - 三男：巨勢利永（1731-1795） - 大身旗本5千石の巨勢利啓の養子
  - 四男：一色又吉（1739-1747）
- 養子
  - 女子：屋津 - 丹羽氏右の娘、巨勢利啓室 （薫氏の妹、母は島田幸内の姉）